# رناتا پنکول
رناتا پنکول (لهستانی: Renata Pękul؛ زادهٔ ۲۶ اوت ۱۹۶۱) بازیگر اهل لهستان است. وی دانش‌آموختهٔ آکادمی ملی هنرهای نمایشی الکساندر زلوروویچ در ورشو است.
از فیلم‌ها یا مجموعه‌های تلویزیونی که وی در آن‌ها نقش داشته‌است، می‌توان به طایفه، چه خوب و چه بد، در خیابان سپولنی، ۳۹ و نیم، هتل ۵۲، پدر متیو، دوستان و رنگ‌های خوشبختی اشاره نمود.